# Аурелия дел Карето
Аурелия дел Карето (на италиански: Aurelia del Carretto; * 1254, Финале; † 1307, Генуа) е господарка на Монако (1297 – 1301) като съпруга на Франсоа Грималди „Хитрия“.

## Произход
Тя е дъщеря на Джакомо дел Карето (* ок. 1220, † 1268), маркиз на Финале и Ноли, маркиз на Новело, на Монкиеро и на Лекуио (1251), маркграф на Саличето (1251) (* 1220, † 1268), и на съпругата му Катерина да Марано († сл. 1272). Нейни дядо и баба по бащина линия са Енрико II дел Карето, маркиз на Ноли, Финале и др., и Агата Женевска (дъщеря на графа на Женева Гийом II), а по майчина – император Фридрих II и Алайта фон Урлсинген. Има трима братя и една сестра:
- Корадо I (* ок. 1250, † 1316/1319), ,маркграф на Савона (ок. 1250 – 1316), маркграф на Саличето, господар на Милезимо, Ченджо, Рокета, Маларе, Рокавиняле, Алтаре, Озиля и Готасека, съпруг на Елоизия и на Елеонора от Салуцо
- Енрико, господар на Новело и на други земи във Вале Бормида, съпруг на неизвестна жена
- Антонио (* 1260, † 1313), маркиз на Финале, съпруг на Аниезе Валперга
- Маргерита (* 1255, † 1301), господарка на Бра, Санфре, Ронсеко и Пиобези като съпруга на Джовани де Брайда

## Брак и потомство
Омъжва се два пъти:
∞ 1. 1281 за Ланфранко Грималди († 1293), наместник на Кралство Франция в Прованс, от когото има 5 сина:
- Бертоне Грималди (*1260/1270), ∞ за Андреола
- Андаро Грималди (* 1265, † 1329), господар на Вал де Маса, ∞ за Аструж дьо Бьой Ростен, баронеса на Бьой, от която има 3 сина и 1 дъщеря
- Рение I Грималди (* ок. 1267, † 1314, близо до Неапол), господар на Кан сюр Мер, адмирал на Франция (1303); ∞ 1. за Спечоза дел Карето 2. за Маргерита Руфо от графовете на Синополи, от която има 4 сина
- Антонио Грималди, господар на Сан Джорджо, ∞ за Антония Спинели, от която има 1 дъщеря
- Бартоломео I Грималди († 1325), генуезки патриций, вицекрал на Калабрия; ∞ за Филипа Костанца дел Балцо, от която има 1 син

∞ 2. 1295 за Франсоа Грималди „Хитрия“ († 1390), господар на Монако (1297 – 1309), братовчед на 1-вия й съпруг, от когото няма деца 